# バニョラス
バニョラス（カタルーニャ語: Banyoles, スペイン語: Bañolas）は、スペイン・カタルーニャ州ジローナ県プラー・デ・レスターニ郡に属するムニシピ（基礎自治体）。

## 地理
ピレネー山脈とコスタ・ブラバのほぼ中間地点にある。自治体内にはカタルーニャ州最大の天然湖であるバニョラス湖がある。

## 歴史
カタルーニャ最古のベネディクト会派修道院であるサン・テステベ修道院が、現在のバニョラスの地にできた。この修道院を中心に定住地がつくられていった。19世紀の永代所有財産解放令まで、バニョラスは封建領主でもある修道院の管轄下にあった。
1992年のバルセロナオリンピックでは、バニョラス湖がボート競技会場となった。

## 姉妹都市
- セレ、フランス
- セグンド・モンテス、エルサルバドル
- コンデガ、ニカラグア